# فصة ثانوية الأزهار
الفصة ثانوية الأزهار (باللاتينية: Medicago secundiflora) نوع نباتي يتبع جنس الفصة من الفصيلة البقولية.

## الموئل والانتشار
موطنها المغرب العربي وإسبانيا وفرنسا.